# Gigalitz

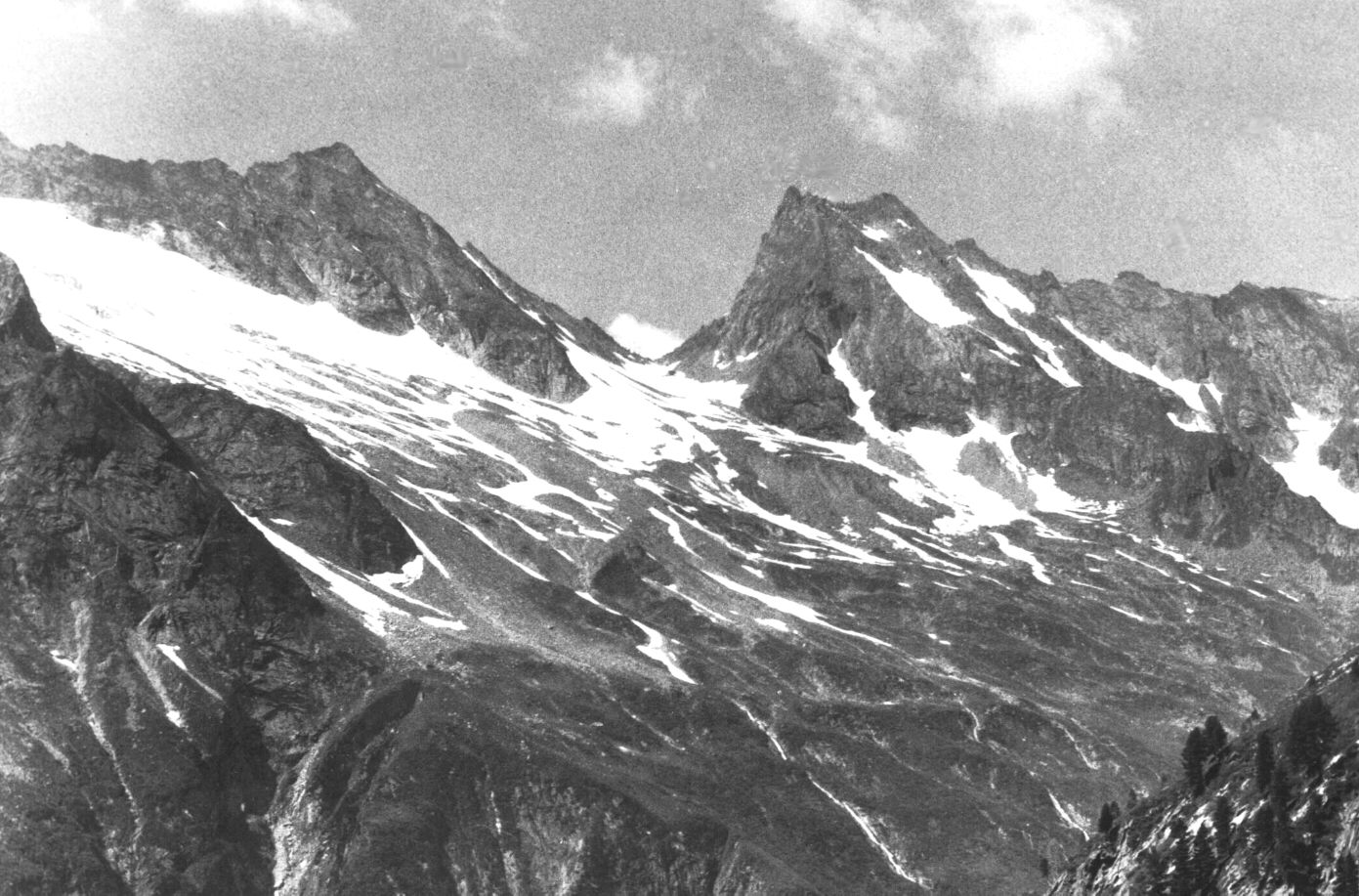
Lapenspitze (links) en Gigalitz (rechts)

De Gigalitz is een 3001 meter hoge berg in de Zillertaler Alpen in Oostenrijk. De eerste bestijging van de berg was in 1884, door Eugen Guido Lammer. De makkelijkste weg is die langs de Greizer Hutte.
De Gigalitz heeft twee toppen, de ene heet Lapenspitze, de andere Gigalitz. Op de Lapenspitze staat ook een kruis.